# Dan Abnett
Dan Abnett (Rochester (Kent), 12 ottobre 1965) è uno scrittore e fumettista britannico.
Sin dai primi anni novanta ha lavorato per la Marvel e per la DC Comics, ma ha raggiunto una certa notorietà grazie ai suoi romanzi e graphic novel ambientati nell'universo di Warhammer e Warhammer 40.000. Secondo la stima riportata dalla Penguin Books ha venduto oltre 3 milioni di copie.

## Carriera
Abnett ha ideato una delle serie a fumetti più note e di successo dell'ultima decade: Sinister Dexter. Altre sue creazioni originali sono state Black Light, Badlands, Atavar, Sancho Panzer, Roadkill e Wardog. Abnett ha altresì contribuito a importanti serie a fumetti quali Judge Dredd, Durham Red e Rogue Trooper.
Per la Marvel ha lavorato sulle strisce di Death's Head, Battletide, Knights of Pendragon, Punitore, War Machine, Annihilation: Nova e X-Men.
Il suo lavoro più importante alla DC è stato invece il rilancio nel 2000 delle serie Legione dei Supereroi, Legion Lost e The Legion. Abnett alla DC collabora spesso con Andy Lanning e i due, quando lavorano insieme, si fanno chiamare con la sigla "DnA".
Per la Dark Horse Comics ha scritto insieme a Ian Edginton Planet of the Apes: Blood Lines, Lords of Misrule e HyperSonic.
I romanzi di space opera militare ambientati nell'universo di Warhammer 40.000 scritti da Abnett includono la serie Gli Spettri di Gaunt, la trilogia dell'Inquisizione e il primo capitolo della saga l'Eresia di Horus. Abnett ha scritto anche cinque romanzi collegati al gioco di ruolo fantasy Warhammer e un romanzo intitolato Border Princes (2007), tratto dalla serie televisiva Torchwood.
Per la casa editrice di fumetti 2000 AD ha co-sceneggiato il capitolo finale della serie The V.C.s e iniziato la serie Black Atlantic, disegnata da Steve Roberts in bianco e nero.
Nel 2008, Abnett e Lanning hanno ripreso in mano la serie Authority per rilanciare la casa editrice WildStorm. In aggiunta hanno lavorato alla serie della Marvel Annihilation: Nova. Nel giugno dello stesso anno, Abnett e Lanning hanno siglato un accordo esclusivo con la Marvel: il contratto consente ai due autori di finire i loro lavori con le altre case editrici, per poi concentrarsi unicamente su storie e personaggi della Marvel.
Abnett ha scritto anche una sceneggiatura per le case di produzione cinematografica Games Workshop e Codex Pictures: il film, tutto girato con la tecnologia CGI, s'intitolerà Ultramarines: The Movie.
Il 19 marzo 2009 la Angry Robot, casa editrice di proprietà della HarperCollins, ha annunciato l'acquisizione di tre lavori originali di Abnett.
Nel 2017 pubblica insieme a Nick Vincent due libri sulla saga di Tomb Raider, Tomb Raider e i diecimila immortali e nel 2018 Lara Croft e la lama di Gwynnever. Il primo libro parla di ciò che accade nell'ultima trilogia del videogioco tra Tomb Raider e Rise of the Tomb Raider.